# Andrei Platónov

Andrei Platónov (rus: Андрей Платонович Платонов)  (Vorónej, 16 d'agost de 1899 (Julià) - Moscou, 5 de gener de 1951), nom complet amb patronímic Andrei Platónovitx Platónov, rus: Андре́й Плато́нович Плато́нов, pseudònim d'Andrei Platónovitx Kliméntov, rus: Андре́й Плато́нович Климе́нтов, fou un escriptor soviètic, un dels primers que van emergir després de la revolució russa de 1917. Tot i que Platónov es considerava comunista, les seves obres van ser prohibides i van romandre inèdites a la Unió Soviètica durant la seva vida per la seva posició escèptica respecte a la col·lectivització de l'agricultura (1929-1940) i altres polítiques estalinistes, així com per la seva forma experimental i avantguardista impregnada d'existencialisme.
Les seves obres més conegudes són les distopies Txevengur (rus: Чевенгур, 1928) i La rasa (rus: Котлован, Kotlovan, 1930) i la novel·la curta Djan.

## Vida
Va néixer en un llogaret prop de la ciutat de Vorónej, va ser el més gran de 10 germans, fill d'un treballador metal·lúrgic empleat dels ferrocarrils russos. Va estudiar a l'escola parroquial i a partir dels tretze anys va començar a treballar en diversos oficis per mantenir la família. Va servir a l'Exèrcit Roig durant la Guerra Civil Russa com a corresponsal de guerra. El 1919 va començar a col·laborar com a poeta, publicista i crític literari en diversos diaris. En la dècada de 1920 va canviar el seu cognom original Kliméntov pel de Platónov, un pseudònim basat en el nom del pare de l'escriptor (el patronímic Platónovitx). El 1924 va acabar l'escola politècnica i va començar a treballar com a enginyer electrotècnic en diversos projectes a la Rússia central, on va ser testimoni dels excessos i els aixecaments camperols causats per la col·lectivització forçada. El 1927 va marxar a Moscou amb la idea de dedicar-se exclusivament a la literatura. Va ser membre, encara perifèric, del grup Pereval d'escriptors camperols.

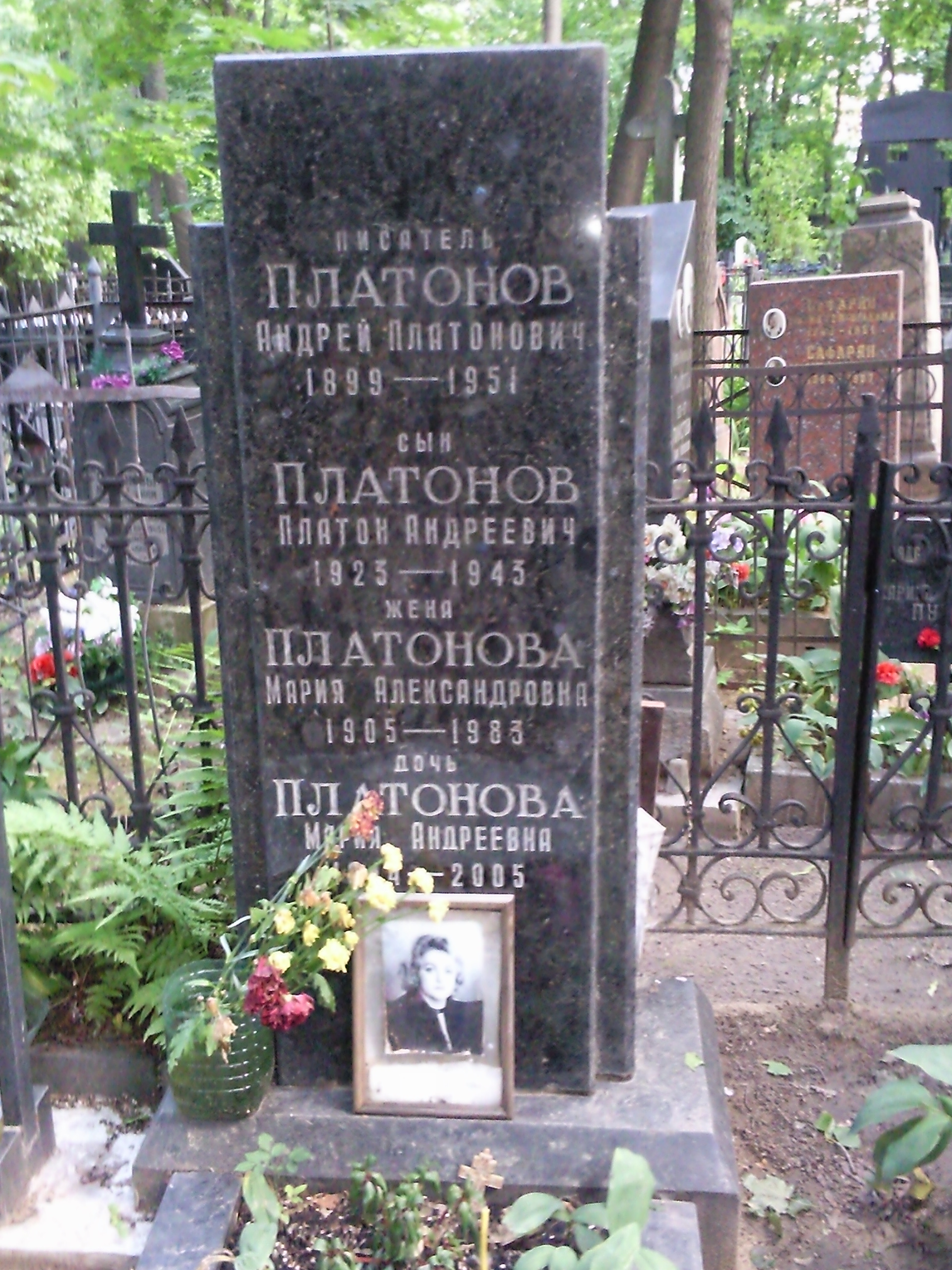
Tomba d'Andrei Platónov a Moscou

Va escriure les seves obres més importants, les novel·les Txevengur, La rasa i Djan, entre 1926 i 1931, coincidint amb els últims anys de la Nova Política Econòmica (NEP) i l'inici del primer Pla Quinquennal el 1928. Aquestes obres, que suposaven una crítica implícita al sistema, van desencadenar les crítiques dels òrgans oficials i, per bé que la primera part de Txevengur va aparèixer en una revista amb el títol de La procedència del mestre, mai no es van publicar a l'URSS. El 1931 després de la publicació de la crònica de la vida dels camperols pobres Vprok, que va rebre les crítiques de Fadéiev i Stalin, la publicació dels seus treballs va ser prohibida, amb l'exclusió del relat «El riu Potudan», publicat el 1937.
El seu fill de 15 anys va ser arrestat i enviat a un camp de concentració durant la Gran Purga estalinista de la dècada de 1930. Alliberat, però malalt de tuberculosi, el fill va tornar a casa i durant la convalescència va contagiar la malaltia a l'escriptor. Al començament de la Segona Guerra Mundial li va ser permès publicar per un permís especial de Stalin. Va ser corresponsal de guerra de 1942 a 1945 i va seguir escrivint al diari Estrella Roja fins a 1946.
A finals de 1946 es va imprimir el seu conte «El retorn», pel que va ser novament censurat i acusat de calúmnia. Com a conseqüència, la possibilitat de seguir publicant va desaparèixer per complet. A la fi dels anys quaranta, impossibilitat de seguir guanyant la vida com a narrador, es va dedicar a preparar contes russos i baixkirs perquè fossin impresos en revistes per a nens. Va morir el 5 de gener de 1951 a Moscou. Està enterrat al cementiri armeni de Vagànkovo. Té un carrer i un monument dedicats a Vorónej.
Per bé que fou relativament desconegut en el seu temps, la influència de Platónov en la literatura russa és molt gran. Alguns dels seus treballs van ser publicats o reimpresos en els anys seixanta en l'època del "desglaç" de Nikita Khrusxov.

## Estil
L'obra de Platónov està fortament relacionada amb autors clàssics russos com Fiódor Dostoievski. Fa un ús extens del simbolisme cristià i de les obres de filòsofs antics i contemporanis seus, entre els quals el filòsof cristià Nikolai Fiódorov.
La seva novel·la curta La rasa fa servir una combinació de llenguatge rural i termes polítics i ideològics que creen una atmosfera d'irrealitat a la qual col·laboren els sorprenents, i de vegades fantàstics, fets de la narració. Aquesta exploració del sentit és una característica de l'existencialisme i la literatura de l'absurd. Tot i la postura materialista de la seva obra que nega la importància i l'existència de l'ànima, el seu estil, molt personal i el seu ús idiosincràtic del lèxic l'allunyen dels escriptors del realisme socialista. La seva publicació a l'URSS no va ser possible fins al 1987, a l'escalf de la perestroika.

## Homenatge
Un planeta menor, el 3620 Platonov, descobert per l'astrònoma soviètica Liudmila Karatxkina el 1981 porta el seu nom.

## Traduccions al català
- Txevengur. Traducció de Miquel Cabal Guarro (Tapa tova). 486 pàgines. Edicions de 1984, S. L. (2009). Col·lecció Mirmanda. ISBN 8492440228
- La rasa. Traducció de Miquel Cabal Guarro (Tapa tova). 190 pàgines. Edicions de 1984, S.L. (2014). Col·lecció Mirmanda. ISBN 978-84-15835-44-8
- Djan. Traducció de Miquel Cabal Guarro (Tapa tova). 192 pàgines. Edicions de 1984, S.L. (2015). Col·lecció Mirmanda. ISBN 978-84-15835-65-3